# Idiops melloleitaoi
Idiops melloleitaoi är en spindelart som först beskrevs av Lodovico di Caporiacco 1949.  Idiops melloleitaoi ingår i släktet Idiops och familjen Idiopidae.
Artens utbredningsområde är Kenya. Inga underarter finns listade i Catalogue of Life.